# Pintura con hojas de estaño

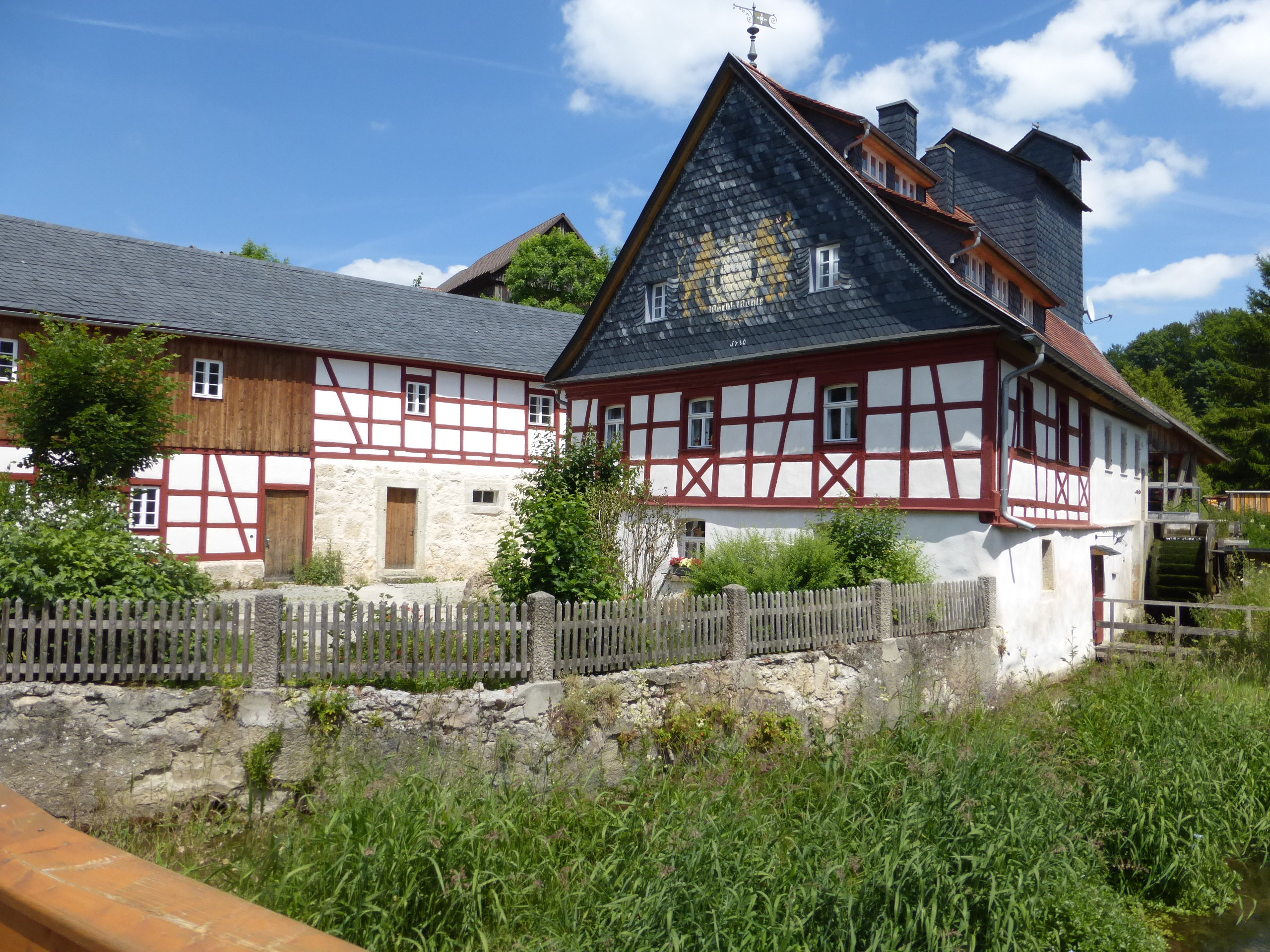
Molino del mercado en Wonsees, decorado debajo del alero con numerosos adornos y un escudo de armas "pintados" con hojas de estaño

La pintura con hojas de estaño (nombre original en alemán: Stanniolmalerei) es una antigua técnica de decoración, que consiste en utilizar hojas de estaño para adornar los frontales recubiertos de pizarra típicos de las casas tradicionales de algunas regiones de Alemania. Su uso estaba muy extendido en distintas zonas de Franconia y Turingia.

## Tecnología
En realidad, no es una técnica de pintura propiamente dicha, dado que se recortan con la ayuda de plantillas figuras de hoja de estaño (como escudos de armas, nombres, fechas, lemas o distintos otros tipos de ornamentos), que son pegadas a la pizarra con un barniz a base de aceite de linaza. Este baniz, una vez secado, hace que los motivos de hoja de estaño se adhirieran firmemente a la pizarra. El material, inicialmente con una brillante superficie plateada, adquiere con el paso del tiempo una pátina de color grisáceo. Numerosas casas contaban con sus frontales de pizarra totalmente decorados con elaboradas filigranas, siendo los artesanos dedicados a construir tejados de pizarra y sus familias quienes también se encargaban de realizar estos motivos decorativos, en ocasiones muy representativos y de elevado coste.

## Difusión
La "pintura" popular con hojas de estaño se ha documentado desde el siglo XVII (primero en Zeyern, en el Distrito de Kronach, desde 1673), localizada preferentemente en las zonas montañosas con abundancia de pizarra de Turingia-Franconia (alrededor del río Haßlach, y en localidades como Neukenroth, Ludwigsstadt, Hollfeld, Coburgo, Saalfeld, Sonneberg y Hildburghausen). Las fachadas restauradas con la técnica original son muy raras en la actualidad (como por ejemplo, el molino del mercado en Wonsees, en Franconia). La mayoría de los adornos descoloridos se han repintado posteriormente con pintura al óleo blanca. Muchas obras perdidas en la actualidad fueron documentadas fotográficamente alrededor de 1930 por el arquitecto de la Escuela de la Bauhaus Alfred Arndt.